# Jean-Christophe Niel
Pour l’article homonyme, voir Niel.
Jean-Christophe Niel, né le 30 avril 1961 à Lille, est le directeur général de l'Institut de radioprotection et de sûreté nucléaire (IRSN) depuis avril 2016.

## Formation
Jean-Christophe Niel intègre la promotion 1980 de l'École polytechnique et rejoint le corps des Ponts-et-Chaussées, terminant sa formation à l'École nationale des ponts et chaussées en 1985. Il soutient ensuite une thèse de doctorat en physique théorique à l'Université Paris VI en 1990, sous la direction de Jean Zinn-Justin.

## Parcours professionnel
De 1984 à 1991, Jean-Christophe Niel est enseignant-chercheur en physique théorique au service de physique théorique du CEA/CNRS, avant d'être nommé jusqu'en 1995 sous-directeur à la Direction de la sûreté des installations nucléaires (DSIN) du CEA. En 1995, il devient adjoint au chef du département de sécurité des matières radioactives à l’Institut de protection et de sûreté nucléaire (IPSN) avant d'être chef du département d’évaluation de la sûreté (DES) de l’IPSN en 1998.
En 2003, il est nommé directeur de la stratégie, du développement et des relations extérieures à l’IRSN, puis en 2005, responsable de la Mission de la stratégie au Secrétariat général du Ministère des transports, fonction qu'il exercera en 2005-2006.
À partir de 2007, il exerce la fonction de directeur général de l’Autorité de sûreté nucléaire (ASN). Depuis 2016, il est directeur général de l'Institut de radioprotection et de sûreté nucléaire.

## Distinctions
- Officier de la Légion d'honneur (2020)
- Officier de l'ordre national du Mérite (2016)